# Phanchanokchon Phansang
Phanchanokchon Phansang (พันธ์ชนกชนม์ พันธ์สังข์; nascido em 17 de outubro de 2013), conhecido pelo apelido de Jaokhun (เจ้าคุณ) é um ator tailandês. Ele é mais conhecido por seus papéis como Kuman Thong em Wanthong (2021) e Not em Marital Justice (2024), pelo qual se tornou o ator mais jovem a receber um Nataraja Award.

## Início da vida e educação
Jaokhun nasceu em Banguecoque, Tailândia em 17 de outubro de 2013. Ele está atualmente estudando na 6ª série na Maepra Fatima School.

## Carreira
Ele entrou na indústria do entretenimento aos 6 anos de idade em 2019, com vários videoclipes e comerciais. Mais tarde, ele recebeu o papel de Kuman Thong no drama Wanthong (2021), que o tornou amplamente conhecido e elogiado pelos espectadores como um ator infantil habilidoso. Ele também doou 500 bahts de suas economias para ajudar pacientes com câncer.
Em 2024, ele estreou como Not em Marital Justice, pelo qual ganhou os prêmios de Melhor Ator Infantil no Golden Kinnaree Awards e Ganesha Awards, e Melhor Ator Coadjuvante no Kom Chad Luek Awards e Nataraja Awards.

## Filmografia

### Cinema
| Ano  | Título       | Personagem | Notas            |
| ---- | ------------ | ---------- | ---------------- |
| 2025 | 4 Graveyards | Somrak     | Papel recorrente |

### Televisão
| Ano  | Título                          | Personagem               | Notas            | Canal       |
| ---- | ------------------------------- | ------------------------ | ---------------- | ----------- |
| 2021 | Wanthong                        | Kuman Thong              | Papel recorrente | One31       |
| 2022 | The Giver                       | Phap Santiphap Phuangbun | Papel convidado  | One31       |
| 2022 | My Romance From Far Away        | Tawan                    | Papel principal  | Channel 3   |
| 2022 | When the Sky Falls              | Thewarat (jovem)         | Papel recorrente | One31       |
| 2023 | The Bride of Naga               | Wannet                   | Papel recorrente | One31       |
| 2023 | The Return of Little Super Girl | Thawin                   | Papel recorrente | One31, oneD |
| 2024 | Marital Justice                 | Not Panot                | Papel recorrente | One31, oneD |
| 2024 | The Empress of Ayodhaya         | Phra Yotfa               | Papel recorrente | One31, oneD |

## Prêmios e Indicações
| Ano  | Associações                 | Categoria                       | Nomeações       | Resultado |
| ---- | --------------------------- | ------------------------------- | --------------- | --------- |
| 2025 | 10th Golden Kinnaree Awards | Ator Mirim em Ascensão          | Marital Justice | Venceu    |
| 2025 | 13th Ganesha Awards         | Melhor Ator Infantil            | Marital Justice | Venceu    |
| 2025 | 21st Kom Chad Luek Awards   | Melhor Ator Coadjuvante         | Marital Justice | Venceu    |
| 2025 | 16th Nataraja Awards        | Melhor Ator Coadjuvante – Drama | Marital Justice | Venceu    |